# Premaydena
Premaydena är en ort i Australien. Den ligger i kommunen Tasman och delstaten Tasmanien, i den sydöstra delen av landet, omkring 41 kilometer sydost om delstatshuvudstaden Hobart. Antalet invånare är 249.
Trakten är glest befolkad. Närmaste större samhälle är Port Arthur, omkring 12 kilometer sydost om Premaydena. 
I omgivningarna runt Premaydena växer i huvudsak städsegrön lövskog. Genomsnittlig årsnederbörd är 731 millimeter. Den regnigaste månaden är juli, med i genomsnitt 89 mm nederbörd, och den torraste är februari, med 42 mm nederbörd.